# Life Is Peachy
Life Is Peachy je druhé studiové album od americké nu metalové skupiny Korn vydané 15. října 1996. Na rozdíl od jejich prvního CD se Life Is Peachy umisťuje daleko lépe na žebříčku světových hitparád, ovšem stává se rovněž 2x platinové, přičemž první týden se prodalo 106 000 nahrávek. Album je rovněž první nu-metalová deska, která se dostává do Top 10 Billboard 200. Naproti tomu je deska hodnocena kritiky o něco hůře, než její předchůdkyně.
Life Is Peachy obsahuje tři singly, jsou to No Place to Hide, A.D.I.D.A.S. a Good God. Kromě Good God mají singly svá oficiální videa a dočkávají se většího zájmu rádií a televizí, který se nedostával předešlým singlům. Navíc získává píseň No Place to Hide nominaci Grammy za nejlepší metalové provedení pro rok 1998.

## Seznam skladeb
1. Twist – 0:49
2. Chi – 3:54
3. Lost – 2:55
4. Swallow – 3:38
5. Porno Creep – 2:01
6. Good God – 3:20
7. Mr. Rogers – 5:10
8. K@#Ø%! – 3:02
9. No Place to Hide – 3:31 (videoklip)
10. Wicked ft. Chino Moreno (Ice Cube cover) – 4:00
11. A.D.I.D.A.S. – 2:32 (videoklip)
12. Lowrider (War cover) – 0:58
13. Ass Itch – 3:39
14. Kill You – 8:37

- Píseň Chi je pojmenována po baskytaristovi z Deftones Chi Chengovi.

V některých kopiích jsou extra CD obsahující video na singl A.D.I.D.A.S. a jiná překvapení

### Bonusový disk
1. Chi (živě) (Korn)
2. All Washed Up (živě) (The Urge)
3. Hilikus (Incubus)

### Promo kazeta

#### Strana jedna
1. Chi – 3:54
2. No Place to Hide – 3:31
3. Lost – 2:53
4. Good God – 3:22
5. Porno Creep – 2:01
6. K@#%! – 3:09
7. Mr. Rogers – 5:09
8. Twist – 0:49

#### Strana dvě
1. Swallow – 3:37
2. Wicked – 4:00
3. A.D.I.D.A.S. – 2:32
4. Low Rider – 0:58
5. Ass Itch – 3:39
6. Kill You – 8:38

## Umístění
| Rok  | Hitparáda          | Pozice |
| ---- | ------------------ | ------ |
| 1996 | Spojené království | 32     |
| 1996 | USA                | 3      |
| 1996 | Austrálie          | 26     |
| 1996 | Nový Zéland        | 1      |
| 1996 | Německo            | 85     |

## Obsazení
Korn
- Jonathan Davis – vokály, dudy
- Brian "Head" Welch – elektrická kytara
- J. "Munky" Shaffer – elektrická kytara
- Fieldy – basová kytara
- David Silveria – bicí